# Sanctum 2
Sanctum 2 é um jogo eletrônico de tiro em primeira pessoa misturado com tower defense. O jogo foi desenvolvida pela Coffee Stain Studios e publicado pela Reverb Publishing. Sanctum 2, que é a continuação de Sanctum, foi anunciado pela primeira vez em 6 de fevereiro de 2012, com data de lançamento para 2013. Ao contrario de seu antecessor, Sanctum 2 foi lançado tanto para o PC quanto para os consoles.

## Jogabilidade
Sanctum 2 continua com a mistura de gêneros presente no primeiro jogo, porém com algumas diferenças. Assim como no primeiro, o jogador deve proteger, em cada nível, o núcleo, que está sendo alvo de ataques de hordas alienígenas. Para tal, o jogador tem acesso tanto a torres, que ele pode invocar para defender e ajudar na criação de labirintos, quanto a suas armas, que podem ser usadas diretamente sobre o controle do jogador para destruir os inimigos, permitindo mais flexibilidade que os jogos de defesa padrões.
Em contrapartida ao seu antecessor, o jogo focará mais no desenvolvimento do jogador, que irá destravar novas habilidades à medida que vai jogando. O jogador ganha novos níveis ao matar inimigos e terminar níveis com sucesso, e cada novo nível permite o uso de novas habilidades, além de poder usar mais delas ao mesmo tempo. O modo de escolha da dificuldade dos mapas também será diferente do original. Ao invés de escolhar diretamente a dificuldade, o jogador pode escolher diferentes modificadores antes de inicar o nível, como aumentar a vida dos inimigos, ou deixá-los mais rápido, cada modificador deixando o jogo progressivamente mais difícil. Caso o jogador termine um nível que possua esses modificadores, ele receberá experiência bônus.
Os inimigos são divididos em duas categorias: os passivos, que irão diretamente ao núcleo, e os agressivos, que irão alterar seu caminho caso sejam ameaçados pelo jogador, tornando-se em uma maior ameaça. Além disso, existem os chefes, inimigos muito mais fortes que os comuns, podendo matar o jogador instantaneamente caso ele se encontre em suas proximidades.